# Гетто в Волчине (Брестская область)
Гетто в Во́лчине (лето 1941 — сентябрь 1942) — еврейское гетто, место принудительного переселения евреев города Волчин Каменецкого района Брестской области и близлежащих населённых пунктов в процессе преследования и уничтожения евреев во время оккупации территории Белоруссии войсками нацистской Германии в период Второй мировой войны.

## Оккупация Волчина и создание гетто
По переписи 1939 года в деревне Волчин проживало 402 еврея.
Сразу после оккупации Волчина немецкими войсками бо́льшая часть евреев (более 100 человек) были отправлены в гетто в Высоком, где их убили вместе с местными евреями 2 ноября 1942 года.
Немецкого гарнизона в деревне не было, представителями оккупационной власти были глава немецкой управы, полицаи из местных жителей, а солтысом (старостой) стал сын местного священника Игорь Кудин-Кирикович.
В здании бывшей синагоги немцы разместили склад.
Реализуя нацистскую программу уничтожения евреев, немцы создавали гетто почти во всех городах и населённых пунктах Беларуси, где проживало еврейское население. Так и в Волчине примерно через два месяца после оккупации местных евреев согнали в гетто.

## Условия в гетто
Гетто было огорожено колючей проволокой, но охранялось формально. Евреи могли выходить из гетто и менять вещи на продукты.

## Уничтожение гетто
Последних евреев Волчина (более 40 человек) вместе с евреями из гетто в Чернавчицах (350 человек) убили в конце октября (в сентябре) 1942 года на северной окраине деревни, на опушке за Новым Волчином (при Польше местечко делилось на Старый Волчин, Новый и «осаду»). Обреченные люди, к этому времени почти только старики и дети, шли к месту расстрела покорно, не пытаясь бежать. Их обманули, что будут перевозить в другое гетто, и заставили погрузить своё имущество на крестьянские подводы.
В убийстве участвовали немцы и полицаи. Возле ямы людей раздевали и расстреливали. Каждой следующей группе приказывали ложиться поверх уже убитых. Ямы засы́пали только слегка, и через песок проступала кровь.

## Случаи спасения
Известен случай спасения — местные жители уговорили полицейского Мариана Коженевского спасти Есфирь Миндлер, еврейскую девочку лет 9-10. За день до расстрела он куда-то вывез её из гетто, но её дальнейшая судьба неизвестна.

## Память
В этом гетто с лета 1941 года до его уничтожения в 1942 году во время нескольких «акций» (таким эвфемизмом гитлеровцы называли организованные ими массовые убийства) были замучены и убиты 395 (350) евреев из деревень Волчин и Чернавчицы, но на старом кладбище деревни Волчин на пастбище Дичка похоронены 700 евреев — потому что кроме местных, туда были приведены и убиты и евреи из близлежащих деревень и местечек.
В 1965 году на братской могиле жертв геноцида евреев был установлен бетонный обелиск с надписью «Здесь в 1942 году расстреляны 395 евреев — жителей деревень Волчин и Чернавчицы. Позор кровавым палачам и немецким фашистам».